# Guardia Sanframondi
Guardia Sanframondi est une commune italienne de la province de Bénévent dans la région Campanie.

## Histoire
Sanframondo fut au Moyen Âge le fief d'une importante famille de la noblesse italienne, les Sanframondo. La cité conserve un château, plusieurs fois remanié mais assez bien conservé, et dont les origines remontent au XIIe siècle, fondé par un certain Raon de Sancti Framundi, un Normand d'Italie qui laissa son nom à la ville.

## Administration
| Période                                  | Période | Identité | Étiquette | Qualité |
| ---------------------------------------- | ------- | -------- | --------- | ------- |
|                                          |         |          |           |         |
| Les données manquantes sont à compléter. |         |          |           |         |

### Communes limitrophes
Castelvenere, Cerreto Sannita, San Lorenzello, San Lorenzo Maggiore, San Lupo, Solopaca, Vitulano. 

## Sports
L'ascension de Guardia Sanframondi, classée en quatrième catégorie, fut au programme de l'arrivée de la 8e étape du Giro 2021, remportée par Victor Lafay.